# Elongaticollum
Elongaticollum is een monotypisch geslacht van schimmels behorend tot de familie Phaeosphaeriaceae. Het bevat alleen Elongaticollum hedychii.